# Ceradenia tristis
Ceradenia tristis är en stensöteväxtart som beskrevs av Alan Reid Smith. Ceradenia tristis ingår i släktet Ceradenia och familjen Polypodiaceae. Inga underarter finns listade.